# アクラス
株式会社アクラスはDVDPGソフトならびにDVDソフトの企画・製作している企業。18禁PC美少女ゲームの制作拠点は東京支社。

## 概要
2002年にDVD Players Game制作に参入。同業他社が撤退・縮小するなか18禁PCゲームの開発、DLサイトの設立など拡大路線を推し進めている。
2025年3月28日発売の『学生会長・紫藤喜那の淫鬱』をもって『アトリエさくら』ブランドの新作開発を休止した。

## Aclassマーケット
キャラクターグッズ制作、PCゲームダウンロード販売サイト。

## アイチェリー
2002年設立されたゲーム性、オリジナルアニメ、HシーンにこだわったDVD Players GameとBlu-ray Game制作ブランド。
デビュー作は「スポットライト」(BLUE GALE)
18禁PC美少女ゲームの移植数は300タイトル以上。かつては雅王(Game・Anime・Original・H)というレーベルを展開していた。
| 発売日         | タイトル                       | 備考              |
| -------------- | ------------------------------ | ----------------- |
| 2002年9月28日  | プリーマカッツェで野球拳しよ   | 実写DVDPG         |
| 2002年12月20日 | トロイメライ～服従～           | SAKURADO / R2Corp |
| 2003年10月17日 | WATCH！封印の妖精              | 雅王レーベル      |
| 2004年5月21日  | もういちど…～close your eyes～ | 雅王レーベル      |

### ブレスト
2003年から2005年まで存在した、ゲーム性を低くしたライトユーザー向けのDVDPGブランド。

### プチチェリー
2004年設立のプレイ時間が短めなDVDPGブランド。
| 発売日        | タイトル                                          |
| ------------- | ------------------------------------------------- |
| 2004年8月27日 | エロリンピック 婦人軽官・保母・ビーチバレー選手編 |
| 2004年8月27日 | エロリンピック 人妻・英会話講師・女子校生編       |

### プチチェリーNEO
お手軽な抜きゲーに特化したDVDPGブランド。

### アイチェリー2800シリーズ
本体価格2800円の廉価版シリーズ。

## ラブチェリー
2006年から2008年まで存在した、初の18禁PCゲームブランド。
2008年のサイト閉鎖後はDVDPGブランドとして再始動。
| 発売日         | タイトル                                       | 開発                        |
| -------------- | ---------------------------------------------- | --------------------------- |
| 2006年9月15日  | 孕姫～令嬢妊娠調教計画～                       | うたまろソフト/ラブチェリー |
| 2006年11月30日 | 恋愛マルチぷるっ！ アニメ＋                    | び～にゃん/ラブチェリー     |
| 2007年2月23日  | 堕淫巫女                                       | うたまろソフト/ラブチェリー |
| 2007年5月25日  | きゅんきゅん堂～大人のためのお医者さんごっこ～ | うたまろソフト/ラブチェリー |
| 2007年6月22日  | ママと妹と僕と先生                             | うたまろソフト/ラブチェリー |
| 2007年7月20日  | フ○ラチオティーチャー                          | うたまろソフト/ラブチェリー |
| 2007年9月21日  | 学園調教委員会 牝教師淫辱の放課後              | ウエスト研究所              |
| 2007年11月23日 | 姉はグラビアアイドル                           | うたまろソフト/ラブチェリー |
| 2008年1月25日  | 凌辱の杜 ～母娘監禁キャンプ～                  | うたまろソフト/ラブチェリー |

## アトリエさくら
寝取られをコンセプトとして設立された18禁PCゲームブランドで、自分以外との性体験をヒロインに報告させる内容の作品が多く、サブブランドにも同様の作品がある。
2012年4月以降レーベルが新設され、従来の寝取られ特化路線はTeam.NTRに移行された。

### アトリエさくら Team.NTR
寝取られに特化したPCゲームブランド。
| 発売日         | タイトル |
| -------------- | --- |
| 2010年3月26日  | 他の男の精液で孕んでもいいですか…？女子校生寝取られ事情                                                              |
| 2010年6月25日  | 他の男の精液で孕んでもいいですか…? 2 幼く見えるカラダは、既に男の味を知っていた                                      |
| 2010年10月29日 | 他の男の精液で孕んでもいいですか…？3僕の知らない所でイキ狂っていた最愛彼女――生真面目な学園副会長――                   |
| 2010年11月26日 | 他の男の精液で孕んでもいいですか…？4憧れていた先輩のむっちり美乳は僕のものではなかった――知りたくなかった彼女の秘蜜―― |
| 2011年1月28日  | 清純なカラダは、アイツの腕の中で男を知っていく―彼女の幸せそうな姿を、指を咥えて見ているしかない物語―                 |
| 2011年2月25日  | ボクの目の前で親友に抱かれ腰を振る彼女―奴の言いなりにそのエロい肢体は開かれていく―                                   |
| 2011年4月22日  | 愛する妻、玲奈の浮気告白『お、俺より気持ち良かったのか…？』→『…うん。凄かった』                                      |
| 2011年5月27日  | 他の男の精液で孕んでもいいですか…？5――双子の兄に媚肉開発されていた可憐彼女――                                         |
| 2011年7月29日  | 他の男の精液で孕むとき～襖の向こうで弟に精液を注ぎ込まれている妻～                                                   |
| 2011年8月26日  | 他の男の精液で孕んでもいいですか……？ 6～内気な彼女は後輩から媚肉蹂躙され、快楽によがりまくる～                       |
| 2011年10月28日 | 愛する妻、美咲の不倫証拠『旦那とどっちが気持ちいい？』→『貴方の方が…あっ、ダメッ、またイッちゃうッ…！』              |
| 2011年11月25日 | 他の男の精液を流し込まれるわたし…～愛する彼女は先輩の肉棒を嬉しそうに咥え込む～                                      |
| 2012年2月24日  | 寝取られ看護学生～未優～白衣の下の牝肉は、知らぬ間に開発されていた…                                                  |
| 2012年3月23日  | Remember 最愛の妻が他の男の腕の中で微笑む、もう一つのIF                                                              |
| 2012年4月27日  | 愛する妻、真理子が隣室で抱かれるまで～あなたが知らない事、彼がたくさん教えてくれました～                             |
| 2012年5月25日  | 愛する妻が目の前で他人棒に貫かれ、よがり喘いでいく～ゴメンなさいあなた。でも、私気持ちいいの…～                      |
| 2012年8月31日  | 寝取られ妻明日香～私、他の男の人でこんなに感じちゃってる……～                                                         |
| 2012年11月30日 | 他の男に抱かれよがり狂う寝取られ彼女～背徳の快楽への期待に濡れていくその蜜穴……～                                     |
| 2013年2月22日  | 愛する妻の穴は他人の穴だった……～美尻を差しだし、兄貴の肉棒をおねだりする淫ら妻～                                     |
| 2013年5月31日  | 美尻を揺らし他の男と快楽を貪る淫ら妻～ごめんなさい、でもあなたのモノじゃ私満足出来ないの……～                         |
| 2013年7月26日  | つるぺた×NTR～幼なじみ彼女の3年間の調教記録～                                                                        |
| 2013年8月30日  | 強いられ妻・穂乃香 エロい体はあの背徳の快感を忘れられない                                                            |
| 2013年9月27日  | 貸し出し妻、満里奈の“ネトラセ”報告 敏感妻と絶倫大学生                                                                |
| 2013年11月29日 | 他の男の精液で孕むとき2 ―障子に映る、快感に悶え狂った妻の影―                                                         |
| 2014年3月28日  | 愛する妻、渚の浮気告白 奥ゆかしい妻のカラダが、あいつの激ピストンでとろけていた真実                                  |
| 2014年6月27日  | 新・他の男の精液で孕んでもいいですか…？ 浮気Hがあまりに気持ちよくて挿入されただけですぐにイっちゃうカタブツ女子校生  |
| 2014年8月29日  | 貸し出し妻、満里奈の“ネトラセ”報告2 CASE.元AV男優＆敏感妻                                                            |
| 2014年11月28日 | 流され妻、綾乃の“ネトラレ”報告 -おっとり妻&一晩ぶっ通し超肉食不倫セックス-                                           |
| 2014年12月26日 | 寝取られ幼馴染み 他人棒が挿入済だった最愛彼女                                                                        |
| 2015年2月27日  | エンジェルゲーム |
| 2015年3月27日  | 繋がらない携帯電話 ～ただいま他の男とめちゃめちゃセックス中～                                                        |
| 2015年6月26日  | 私立 寝取り学院2 －続・10人の彼氏持ち女子校生を“寝取って激イキ”させろ!－                                             |
| 2015年9月25日  | 新・他の男の精液で孕んでもいいですか…？2 全身汗だく浮気セックスで妊娠したウェディングプランナーの婚約者              |
| 2016年2月26日  | 貸し出し妻、満里奈の”ネトラセ”報告3 CASE.元彼氏＆敏感妻                                                              |
| 2016年4月29日  | 貸し出し妻、満里奈の“ネトラセ”報告 外伝 -女子高生、満里奈の性感開発-                                                 |
| 2016年5月27日  | 貸し出し妻、満里奈の“ネトラセ”報告 外伝2 -OL満理奈の童貞調教-                                                        |
| 2016年7月29日  | 私立 寝取り学院3 －続々・10人の彼氏持ち女子校生を“寝取って激イキ”させろ!－                                           |
| 2016年9月30日  | スワッピングパーティー                                                                                               |
| 2016年12月30日 | 俺のセフレはカレシ持ち学生会長～生真面目JKがイキ狂って妊娠するまでの浮気SEX記録～                                    |
| 2016年12月30日 | 俺のセフレはカレシ持ち学生会長～生真面目JKがイキ狂って妊娠するまでの浮気SEX記録～                                    |
| 2017年3月31日  | 他の男の精液で孕むとき1&AFTER STORY ～襖の向こうで精液を注ぎ込まれている妻～                                         |
| 2017年5月26日  | 貸し出し彼女、志織の“ネトラセ”報告 ―敏感女子校生と絶倫幼馴染み―                                                      |
| 2017年7月28日  | 浮気日和 ―だって彼氏とするより気持ちいいんだもん―                                                                    |
| 2017年9月29日  | 新・他の男の精液で孕んでもいいですか…? 3 浮気手記に綴られた快楽の爪痕                                                |
| 2017年12月22日 | 妻が身体を開く理由 ～知らぬ間に甥からセックス開発されていた愛する妻～                                                |
| 2018年1月26日  | 兄嫁 -未亡人- |
| 2018年3月30日  | 2人きりの世界を願ったら。 -Remember second-                                                                          |
| 2018年4月27日  | ボクの知らない画面の彼女 ～ハメ撮り開発されていた恋人の肉体～                                                        |
| 2018年5月25日  | 貸し出し妻、真由美の“ネトラセ”報告 敏感妻と不倫出張                                                                  |
| 2018年10月26日 | 堕とされ妻 朋奈美 ～愛しているのは夫だけのはずなのに…                                                                |
| 2018年11月30日 | 愛する妻、真理子の不倫報告 ～夫公認のガチ不倫SEX～                                                                   |
| 2018年12月21日 | 知らぬ間に淫乱開発されていた最愛彼女 ～ごめんなさい……でもあなたより全然気持ち良いの～                                |
| 2019年1月25日  | 親友(あいつ)に抱かれる俺の妻                                                                                         |
| 2019年2月28日  | トモダチ♂♀セックス 彼氏に内緒で同棲生活!                                                                             |
| 2019年3月29日  | 兄嫁セックス ～俺に抱かれるエロい義姉とのエッチ生活～                                                                |
| 2019年4月26日  | 共有妻、美乃利 ～隣の部屋で抱かれている愛する妻～                                                                    |
| 2019年5月31日  | 貸し出し妻、真由美の“ネトラセ”報告2 敏感妻とひとつの“嘘”                                                             |
| 2019年11月29日 | セックスレス 地味妻が不倫に走った理由                                                                                |
| 2020年1月31日  | ヤリサー彼女 ～清楚で優しい彼女はヤリサーの姫でした～                                                                |
| 2020年2月28日  | 卒業までの1年間、ここにいる20人の男子全員とセックスします                                                            |
| 2020年3月27日  | 私、あの人に抱かれました…… ～夫に言えない妻の秘密～                                                                  |
| 2020年4月24日  | 人妻セックス ～知らぬ間に堕とされていた愛する妻〜                                                                    |
| 2020年5月29日  | 他の男の精液で孕むとき3 〜襖の奥でイキ狂う僕の妻〜                                                                   |
| 2020年6月26日  | 彼氏公認セフレ ～愛する彼女はセフレにイカされよがりまくる～                                                          |
| 2020年7月27日  | 恋人スワッピング ～親友の恋人を俺は抱き、俺の恋人は親友に抱かれる～                                                  |
| 2020年8月28日  | 僕は彼女の浮気を知っている                                                                                           |

### アトリエさくら 露出*遊戯
露出調教をコンセプトとしたPCゲームレーベル。
| 発売日         | タイトル |
| -------------- | --- |
| 2012年6月29日  | 人妻セレブ露出調教 下衆な庶民の分際で上流階級の美しい○○○が見られるなんてありがたく思いなさい!!                          |
| 2012年9月28日  | AKiBa JK 露出調教 ナニすんのよッ、信じらんなぁい!! 勝手にあたしの○○○見ないでよ、このヘンタイオタク!! マジでサイッテ～!! |
| 2012年12月28日 | DropOut 巨乳露出調教学園                                                                                                |

### アトリエさくら こんまいすたじお
ロリをコンセプトとしたPCゲームレーベル。
| 発売日         | タイトル                                                                            |
| -------------- | ----------------------------------------------------------------------------------- |
| 2012年 7月27日 | お兄ちゃん、私みたいなまな板貧乳の妹に足コキされて感じちゃうんだ。変態だね。ド変態★ |
| 2012年10月26日 | しすたーめいでんっ! ～坂上姉妹の24時間耐久エッチ合宿～                              |
| 2013年 4月26日 | memento 少女のカラダに刻まれた、催眠と快楽の記憶                                    |

### アトリエさくら DARKNESS
絶望感や救いがたい世界をコンセプトとしたPCゲームレーベル。
| 発売日         | タイトル                                                             |
| -------------- | -------------------------------------------------------------------- |
| 2013年 1月25日 | 風紀委員長 片桐葉月!!みんなが見てる前で処女まで奪われるなんて…!!     |
| 2013年 3月29日 | Lock-ON エンドレス調教喫茶                                           |
| 2013年 6月28日 | 中出しアイドル学園 放送規制 ロストバージン公開Live                   |
| 2013年10月25日 | 通勤痴漢電車 アキバ行き ～女子校生に這い寄る無数の手～               |
| 2013年12月27日 | 私立 寝取り学院 －10人の彼氏持ち女子校生を“寝取って激イキ”させろ！－ |
| 2014年2月28日  | 密閉やりまくりエレベーター ～小生意気な娘に御仕置きを                |
| 2014年5月30日  | 母娘みっくすいじり ～むっちり母と微乳な娘の淫肉開発                  |
| 2014年7月25日  | 学園下克上 ～俺があこがれのお嬢様を淫乱墜ちさせるまで                |

### アトリエさくら eXtra
抜けるエロゲーをコンセプトとしたPCゲームレーベル。
| 発売日         | タイトル |
| -------------- | --- |
| 2014年9月26日  | 姉妹触手寝取り 人外の快楽でイき狂う二匹の雌の物語                                                                                    |
| 2014年10月31日 | 睡眠快楽狂イク 汚れを知らぬ処女のままその肢体は開発されていく                                                                        |
| 2015年1月30日  | 人妻競売市場 ～エロい人妻お売りします～                                                                                              |
| 2015年4月24日  | 強制恥辱操作 ～露出委員長・早乙女美姫と露出幼なじみ・橘雪奈 『この変態! 私たちを裸に剥いて童貞男達の前に晒すなんて……! 処女なのに!!』 |
| 2015年8月28日  | リベンジポルノ |
| 2015年11月27日 | おっぱいぱいぱい! 平均バスト100cmのハーレム生活                                                                                      |
| 2015年12月25日 | とある女戦士の集団面接 女戦士としてオークやヒドラと戦った経験を御社で活かせると思い志望いたしました                                  |
| 2016年3月25日  | 黒髪清楚ちゃん物語―彼氏じゃない人でイキ狂ってえっち大好きになってしまう女子校生―                                                     |
| 2016年8月19日  | あまいおかし |
| 2016年10月28日 | イクイクママ―欲求不満な人妻をデカチン男に抱かせたらイキすぎておかしくなってしまいました。―                                           |
| 2017年11月24日 | 新人20歳のお姉ちゃんAVデビュー!! 悠木倫 ねーちゃん、いくらなんでもイキすぎだろ……                                                     |
| 2018年2月23日  | No! body knows ～その身体が知っている～                                                                                              |
| 2018年8月31日  | 新人20歳のお姉ちゃんAVデビュー!! 悠木倫2 俺のねーちゃんは激イキ巨乳のAV女優                                                          |
| 2019年8月30日  | 新人22歳のお姉ちゃんAVデビュー!! 東雲美樹 ねーちゃん、どんだけセックス大好きなんだよ……                                               |

### アトリエさくら WAM
「濡れ透け－ウェットアンドメッシー－」をコンセプトにしたPCゲームレーベル（「WAM」は「Wet And Messy」の略）。
| 発売日        | タイトル                           |
| ------------- | ---------------------------------- |
| 2015年7月31日 | 濡れた制服 Wet And Messy Fetishism |

### アトリエさくら マウントポジション
「魅力的なキャラと心にグッとくるエロを融合させ、明るい雰囲気のフェティッシュに富む気軽にプレイできる作品」をコンセプトにしたPCゲームレーベル。
| 発売日        | タイトル                                                              |
| ------------- | --------------------------------------------------------------------- |
| 2016年6月10日 | 妹コン−催眠術師お兄ちゃんとナマイキな妹−                              |
| 2017年1月20日 | ヤン活! ～ヤンデレ双子と骨の髄までイチャラブ生活する日々?～           |
| 2017年2月17日 | 純情ヤンキーとギャル子ちゃん エッチな色々教えてあげる♪                |
| 2017年4月28日 | らぶ婚! 新妻・新奈さんとらぶらぶえっちな新婚生活                      |
| 2017年6月30日 | いちゃラブ同棲せ～かつ 幼馴染みと朝から晩までいちゃいちゃいちゃいちゃ |
| 2017年8月31日 | おね恋 ～夜のぼくはエッチな従姉のおもちゃになる～                     |
| 2018年7月27日 | 妹×妹? 素直になれない妹達とのえっちな共同生活                         |
| 2018年9月28日 | あま妹! 甘えん坊でぐーたらな妹のえっちな誘惑                          |

### アトリエさくら
| 発売日         | タイトル                                                                                            |
| -------------- | --------------------------------------------------------------------------------------------------- |
| 2020年9月25日  | 恋人は二度寝取られる                                                                                |
| 2020年10月30日 | 好きだった年下幼馴染が誰とでも寝ている件                                                            |
| 2020年11月27日 | 新人22歳のお姉ちゃん裏モノAVデビュー!! 斎藤花子 ～イキ狂うねーちゃんのAVを、弟の俺がプロデュース!〜 |
| 2020年12月25日 | 優来があいつに抱かれる理由 〜愛する妻は今日もあの男に精液を注がれてゆく〜                           |
| 2021年1月29日  | そして、彼女は寝取られる。 〜結ばれたはずの幼馴染は、別の男の上で腰を振っていた〜                   |
| 2021年2月26日  | 部下俺×女上司/貸し出しプレイ=??? 〜部下の俺に貸し出された人妻女上司、由佳菜〜                       |
| 2021年3月26日  | 奪われた幼馴染み 〜好きだった幼馴染みは他の男の婚約者〜                                             |
| 2021年4月30日  | ギャルカノ! 〜わがままボディな奔放彼女〜                                                            |
| 2021年5月28日  | 愛する妻と10人の過去男                                                                              |
| 2021年6月25日  | 終わらない悪夢 ～寝取られループ 幾度も寝取られつづける俺の恋人                                      |
| 2021年7月30日  | 弄られ妻・瑠未 〜最愛の妻が強いられる淫らなアルバイト〜                                             |
| 2021年9月24日  | 再構築物語 〜浮気した彼女を許したら〜                                                               |
| 2021年10月29日 | 親友に子種を注がれる俺の妻 〜私、あの人を選びます……〜                                               |
| 2021年11月26日 | 隣の部屋で俺の彼女は父親に抱かれる ～薄壁一枚向こうで、絶頂イキ声をあげていく恋人〜                 |
| 2021年12月24日 | 愛する彼女は画面の中、他の男の上で腰をふる ～陽キャの動画配信者に寝取られたオタ彼女〜               |
| 2022年2月25日  | ギャル妻・アンリの寝取らせプレイ ～他の男の物を咥え、楽しそうに報告をする俺の妻～                   |
| 2022年3月25日  | 愛する恋人を大嫌いな旧友に寝取られた件 ～上司で恋人の強気な彼女〜                                   |
| 2022年4月28日  | 恋人・亜依香と元カレ ～再びあの男に抱かれ快楽にイキ狂う愛する彼女〜                                 |
| 2022年5月27日  | 堕とされた人妻・芽衣 〜背徳の快楽に翻弄され、最愛妻は淫らにイキ狂う〜                               |
| 2022年6月24日  | 〜今夜もあいつに抱かれる彼女 快楽に溺れていく愛する彼女・美織里〜                                   |
| 2022年7月29日  | 寝取られ姉妹、美亜と悠美 〜繰り返される恋人強奪〜                                                   |
| 2022年9月30日  | 寝取られの教壇 〜教え子に奪われた愛する恋人〜                                                       |
| 2022年10月28日 | ネトラセ妻、美衣奈 〜他の男の手で知らなかった快感を味わい乱れる若妻〜                               |
| 2022年11月25日 | 裏切りの寝取らせ 〜心まで堕とされてしまった最愛妻・愛依奈〜                                         |
| 2022年12月23日 | 狙われた妻・咲菜 〜かつて地下アイドルだった妻に突きつけられる歪んだ欲望〜                           |
| 2023年1月27日  | 好きだった幼馴染がクラスメイトのオモチャになっていた件                                              |
| 2023年2月24日  | 他人棒でイキ狂い快楽に溺れていく最愛妻 〜見せつけられた快楽に絶頂する妻の痴態〜                     |
| 2023年3月31日  | 妻、宇佐見恋を抱いてください ～夫公認公開恥辱NTR～                                                  |
| 2023年4月28日  | 堕とされた義姉 〜憧れていた義姉がクラスメイトの手で快楽調教させられていく〜                         |
| 2023年5月26日  | 今日も誰かに抱かれる彼女 〜愛する恋人の秘密の仕事〜                                                 |
| 2023年6月30日  | 背徳の強制種付け 〜愛する妻の子宮に注ぎ込まれる他の男の精液〜                                       |
| 2023年7月28日  | 俺の幼馴染がエロ配信をしていた件 ～地味な彼女の裏の顔はエロエロな配信者でした～                     |
| 2023年8月25日  | 恋人・亜依理を抱いた他の男達 ～愛する恋人が俺の元から去った理由～                                   |
| 2023年9月29日  | 愛する彼女は画面の向こうでイキ狂う ～監視カメラ越しに見せつけられる恋人の背信セックス～             |
| 2023年10月27日 | 愛する妻は、今日も他の男に抱かれていく ～他人棒で乱れ肉欲を満たしていく俺の妻～                     |
| 2023年11月24日 | 略奪された婚約者（フィアンセ）～恋人・真澄（ますみ）と弟の秘密                                      |
| 2023年12月22日 | 妻・倉崎桜菜の浮気調査 〜寝取られ妻の淫らな下半身事情〜                                             |
| 2024年1月26日  | 快楽セックスで堕とされていた愛する妻 〜他の男の手で身も心もイキ狂っていく最愛妻〜                   |
| 2024年2月23日  | ビッチになっていた俺の幼馴染について ～俺と真凛(まりん)とセックスフレンド～                         |
| 2024年3月29日  | 不貞を売る妻・河渕日南 ～1Kの密室ルームにて行われるメンズエステの裏オプション～                     |
| 2024年4月26日  | 性調教済だった愛する彼女 ～他の男から仕込まれていた淫乱性癖～                                       |
| 2024年5月31日  | 快楽堕ちさせられる義妹・実奈美 ～淫らな肢体は快感にイキ狂う～                                       |
| 2024年6月28日  | 婚約者・樋口月夜の秘蜜 -隠された親友との間の性生活-                                                 |
| 2024年7月26日  | 愛する妻のネトラセ報告 -ギャル妻・リアの場合-                                                       |
| 2024年8月30日  | 幼馴染み・結花 ～友人に絶頂快楽を刻みつけられていく元カノ幼馴染み～                                 |
| 2024年9月27日  | 家出少女・高邑緋雪の秘蜜 〜恥辱にまみれ快楽墜ちさせられていく彼女の純愛〜                           |
| 2024年10月25日 | 脅され妻・美波 ～夫の知らぬ間に他の男へ媚肉奉仕していた最愛妻～                                     |
| 2024年11月29日 | 他の男に抱かれる恋人 〜他人棒に貫かれたその腰は快楽を求め大きく振っていく〜                         |
| 2024年12月20日 | 早乙女結衣の淫らな隠しごと 〜隠されたアイドルのビッチな裏事情〜                                     |
| 2025年1月31日  | 愛妻×リベンジポルノ 〜清楚な妻に隠された夫の知らない淫らな過去〜                                    |
| 2025年2月28日  | 風岡実紗樹のセックスライフ 〜他の男に抱かれるセフレ〜                                               |
| 2025年3月28日  | 学生会長・紫藤喜那の淫鬱 〜学生会長兼恋人の寝取られ議事録〜                                         |